# Maglarp
För andra betydelser, se Maglarp (olika betydelser).
Maglarp är kyrkby i Maglarps socken i Trelleborgs kommun i Skåne. SCB avgränsar här sedan 2023 en småort. Orten är ett litet jordbrukssamhälle på Söderslätt. I Maglarp finns vindkraftverk, flygfält och Maglarps kyrka, byggd på 1100-talet och en av Nordens äldsta stenkyrkor. Vid Maglarp börjar också den långa motorvägen på E6 som går mot Malmö och Göteborg.

## Historik
Maglarp har varit bebott under lång tid. Man har funnit lämningar från sten- och järnåldern och på gamla 1600- och 1700-talskartor ser man att byn en gång haft en talrik befolkning. Ett tjugotal gårdar låg då samlade vid bygatan. Även antalet gatehus var stort och i en klunga för sig låg husen för socknens soldater. Enskiftet medförde att de flesta av gårdarna fick flytta ut ur bygemenskapen. 1905 drabbades byn av en svår brand.
På orten fanns ytterligare en kyrka, Maglarps nya kyrka i rött tegel, vilken invigdes 1909. Vind och väder orsakade allvarlig vittring av teglet, och 1976 hölls den sista gudstjänsten i kyrkan. Därefter tilläts den förfalla och var under många år objekt för en het debatt kring rivandet av kyrkor. I juni 2005 beviljade Regeringsrätten Hammarlövs församling rivningslov för den då fallfärdiga kyrkan, och rivningen genomfördes 2007.

## Näringsliv
I orten låg tidigare gräddbullstillverkaren Maglarpsbullen, som numera har flyttat till Trelleborg. I övrigt finns här mindre företag, bland annat en bilverkstad och en lackeringsfirma.
I Maglarp uppfördes Maglarps vindkraftverk som en prototyp i utvecklingssyfte för att få kunskap om och erfarenheter av kraftproduktion med vindkraft i större skala. Kraftverket var på 3 MW, och i drift 1982-1993.
1. 1 2  Statistiska småorter 2023, befolkning, landareal, befolkningstäthet per småort, SCB, 28 november 2024, läs online.[källa från Wikidata]
2. ↑  Avregistrerade och nyregistrerade statistiska tätorter och småort 2023, förändringar i koder och beteckningar, SCB, 27 november 2024, läs online.[källa från Wikidata]